# Hérin
Hérin település Franciaországban, Nord megyében. Lakosainak száma 4176 fő (2022. január 1.). Hérin Raismes, La Sentinelle, Wallers, Wavrechain-sous-Denain, Aubry-du-Hainaut, Bellaing, Oisy, Prouvy és Rouvignies községekkel határos.

## Népesség
A település népességének változása:
| Lakosok száma | 3995 | 4080 | 4083 | 4135 | 4128 | 4127 | 4125 | 4129 | 4176 |
|               | 2013 | 2015 | 2016 | 2017 | 2018 | 2019 | 2020 | 2021 | 2022 |